# Anne-Claire Palut
Anne-Claire Mie-Palut est une pongiste française née le 4 mai 1977.

## Carrière
Elle est championne de France en 2004, battant en finale Sylvie Plaisant (n° 9 française) 4 sets à 3. Elle a remporté à deux reprises le double féminin avec Sylvie Plaisant, une fois avec Agathe Costes et deux fois le double mixte avec Armand Phung. Elle a été n°4 française, et a fait partie de l'Équipe de France avec qui elle a remporté la Ligue Européenne. Elle a notamment remporté le Top 12 National en 1998 et en 2002. Elle a évolué au SL VICHY avec qui elle a accédé à la Nationale 1 par équipe, à la Roche Vendée Tennis de table lors de la saison 1996/1997 où elle évoluait en super division puis au Kremlin Bicêtre.